# 100 nghệ sĩ guitar vĩ đại nhất (danh sách của Rolling Stone)
100 nghệ sĩ guitar vĩ đại nhất là một bản danh sách đặc biệt của tờ báo danh tiếng Rolling Stone công bố vào cuối tháng 11 năm 2003. Danh sách này được tổng hợp bởi nhà báo David Fricke dựa theo nhiều đánh giá, kèm với đó là những lời giới thiệu ngắn gọn về những nghệ sĩ có tên trong danh sách. Người đứng đầu chính là Jimi Hendrix với lời dẫn của Pete Townshend, người cũng có tên trong danh sách này ở vị trí số 50.
Tuy nhiên bản danh sách này lại nhận được nhiều đánh giá rất trái chiều. Tờ The Guardian của Anh viết rằng đó là một sự thiên vị cho nước Mỹ, cùng với đó là chỉ ra 3 ngoại lệ xuất hiện trong Top 10, trong khi tạp chí Blogcritics chỉ trích danh sách không khách quan khi bỏ qua nhiều tay guitar kinh điển như Johnny Marr, Phil Keaggy hay John Petrucci.
Năm 2011, Rolling Stone đã công bố lại danh sách mới về "100 tay guitar vĩ đại nhất" trong một ấn bản bao gồm nhiều tài liệu liên quan tới họ. Để đảm bảo tính khách quan, một cuộc bình chọn đã được thực hiện bởi các chuyên gia và rất nhiều tay guitar sành sỏi của âm nhạc thế giới, như Anthony DeCurtis (tổng biên tập tờ Rolling Stone), Ritchie Blackmore (Deep Purple), Melissa Etheridge, Don Felder (The Eagles), Kirk Hammett (Metallica), Eddie Van Halen, Joe Walsh, Jon Landau, Nils Lofgren (The E Street Band), Mick Mars (Mötley Crüe), Brian May, v.v..

## Danh sách năm 2003
Top 20
1. Jimi Hendrix

2. Duane Allman

3. B.B. King

4. Eric Clapton

5. Robert Johnson

6. Chuck Berry

7. Stevie Ray Vaughan

8. Ry Cooder

9. Jimmy Page

10. Keith Richards

11. Kirk Hammett

12. Kurt Cobain

13. Jerry Garcia

14. Jeff Beck

15. Carlos Santana

16. Johnny Ramone

17. Jack White

18. John Frusciante

19. Richard Thompson

20. James Burton

## Danh sách năm 2011
Top 20
1. Jimi Hendrix

2. Eric Clapton

3. Jimmy Page

4. Keith Richards

5. Jeff Beck

6. B.B. King

7. Chuck Berry

8. Eddie Van Halen

9. Duane Allman

10. Pete Townshend

11. George Harrison

12. Stevie Ray Vaughan

13. Albert King

14. David Gilmour

15. Freddy King

16. Derek Trucks

17. Neil Young

18. Les Paul

19. James Burton

20. Carlos Santana